# Dodecaedro disdiakis
O dodecaedro disdiakis é um sólido de Catalan.
Este sólido é obtido:
- Como dual do cuboctaedro truncado

- Por acumulação sobre o dodecaedro rômbico

As sua faces são 48 triângulos escalenos.
Tem 72 arestas e 26 vértices.
O poliedro dual do Dodecaedro disdiakis é o cuboctaedro truncado.